# Eduard Zander

Eduard Zander

Eduard Zander (* 22. Oktober 1813 in Gröbzig; † 25. September 1868 in Moncullo bei Massaua) war ein deutscher Naturforscher, Zeichner und Maler.

## Leben

Oromo-Ehefrau Zanders mit Kind. Zeichnung von Eduard Zander

Der Sohn eines Müllers ging in jungen Jahren nach München, wo er Malerei studieren wollte. Dort lernte er 1834 den Botaniker Wilhelm Schimper kennen, der seinerseits 1837 eine Forschungsreise nach Äthiopien unternahm und dort sein Leben lang forschte.
Er folgte Schimper 1847 auf einer abenteuerlichen Reise nach Äthiopien, wo der als „Abenteuerer, Naturforscher, Maler, Architekt und Handwerker“ bezeichnete Zander ein enger Mitarbeiter von Schimper war und vor allem durch seine Darstellungen äthiopischer Landschaften bekannt wurde. Seine Zeichnungen illustrierten beispielsweise das 1883 von Gerhard Rohlfs herausgegebene Buch Meine Mission nach Abessinien. Im Vorwort schreibt Rohlfs: „Zander besass ein ausgezeichnetes Zeichentalent und hätte bei gehörigem und länger dauerndem Unterricht gewiss bedeutendes geleistet. Seine vorzüglich ausgeführten Federzeichnungen, welche auf den ersten Blick aussehen wie Radierungen, schickte er ein an den verstorbenen Herzog von Anhalt“. Zahlreiche seiner Zeichnungen sind in der Beschreibung Äthiopiens von Richard Andree enthalten, darunter Landschaftsbilder sowie Darstellungen von arbeitenden Menschen und Werkzeugen. Zander hat in diesem Buch auch einen Beitrag zur Landwirtschaft in Äthiopien beigesteuert.
Zander hatte auch einen Einfluss auf die Geschichte und Politik in Äthiopien, indem er zunächst militärischer Berater des Dejazmach Wube Hayle Mariam von Tigray und Simen (in europäischer Literatur bekannt als Ubie von Tigray und Simen) war. Er diente als Ausbilder in dessen Armee und befehligte dessen Artillerie bei der Schlacht von Däräsge im Jahre 1855, die jedoch von Kasa, dem späteren Kaiser Theodor II. gewonnen wurde. Zander wechselte nach dieser Schlacht zu Theodor und wurde von diesem zum Befehlshaber der befestigten Halbinsel Gorgora am Tanasee und  schließlich zum Dejazmach ernannt. Zusammen mit Schimper erbaute er die Marienkirche in Däräsge im Simen-Gebirge, in der Theodor II. 1855 zum Kaiser von Äthiopien gekrönt wurde.
Zander war zusammen mit Schimper und weiteren Europäern Geisel des äthiopischen Kaisers Theodor II., die im Zuge der Magdala-Strafexpedition des britischen Generals Robert Napier befreit wurden. In der Gefangenschaft wurde er von Theodor gezwungen, Kanonen zu bauen.

## Familiäres
Zander war zweimal mit äthiopischen Frauen verheiratet. Seine Tochter Katharine (genannt Walatta Iyassus) heiratete ihrerseits den in Krakau geborenen Missionar Moriz Hall (1838–1914). Aus dieser Ehe ging Magdalena Hall hervor, die am Tage der Erstürmung Magdalas geboren wurde. Sie heiratete später den russischstämmigen deutschen Baron Plato von Ustinow und war so Mutter Jona von Ustinovs und Großmutter von Peter Ustinov. Zander ist demnach Peter Ustinovs Ururgroßvater.

## Ehrungen
- Anhaltische Medaille für Verdienste um Kunst und Wissenschaft in Gold (1858)

## Schriften
- Die Agrikultur Abessiniens. Manuskript verschickt an den Herzog von Anhalt[1] Beitrag in Richard Andree (s. unten).
- Richard Andree: Abessinien, das Alpenland unter den Tropen und seine Grenzländer – Schilderungen von Land und Volk vornehmlich unter König Theodoros (1855–1868) nach den Berichten älterer und neuerer Reisender. Spamer, Leipzig 1869 (zahlreiche Abbildungen von Zander und Robert Kretschmer sowie mit einem Beitrag Zanders).